# 271 هـ
271 هـ هي سنة في التقويم الهجري امتدت مقابلةً في التقويم الميلادي بين سنتي 884 و885.

## مواليد
- أبو يعقوب السجستاني
- محمد بن القاسم الأنباري

## وفيات
- بوران بنت الحسن بن سهل
- حمدون القصار
- جعفر بن علي الهادي
- عباس الدوري